# Conflicto fronterizo sino-soviético
El Conflicto fronterizo sino-soviético (中苏边界冲突 en chino, Пограничный конфликт на острове Даманский en ruso) fue un conflicto militar ocurrido en 1969 entre las fuerzas de la Unión Soviética y la República Popular China, como parte de la Ruptura sino-soviética. Los incidentes más graves tuvieron lugar en marzo de 1969 en las cercanías de isla de Zhenbao (en chino: 珍宝岛) del río Ussuri, también conocida como isla de Damanski (en ruso: Остров Даманский) en Rusia. En la historiografía china es conocido como el Incidente de la Isla de Zhenbao (珍宝岛自卫反击战). Es el mayor enfrentamiento armado contemporáneo entre China y Rusia.

## Antecedentes

### Orígenes del conflicto
Las fronteras de la URSS con China procedían de la época de la Rusia imperial y se fijaron en tres tratados: Aigun (1858), Pekín (1860) y San Petersburgo (1881). Estas fueron impuestas por la fuerza al imperio chino de la dinastía Qing. Las reivindicaciones chinas aparecen con el renacimiento del nacionalismo en ese país,  liderado por el Kuomintang. Sun Yat-sen, Presidente de la República China, declaraba que en la historia de las pérdidas territoriales se encontraba el valle de los ríos Amur y Ussuri y las regiones al Norte de los ríos Ili, Khokand y Amur.
La victoria de los comunistas de Mao Zedong en la guerra civil china (1949) silenció las reivindicaciones de las fronteras con la URSS, por la nueva fraternidad entre los dos países. Aún en 1959 hubo un acuerdo chino soviético sobre navegación en el río Amur y explotación conjunta de dicho río.

### Reanudación de las disputas
En 1954, durante la visita a Pekín de Nikita Jrushchov y Nikolái Bulganin, se produjo un primer desacuerdo: Los chinos argumentaban que la República Popular de Mongolia había sido puesta bajo control soviético de "forma abusiva". Sin embargo, en 1962 hubo un acuerdo de reconocimiento de la frontera chino-mongola.
A partir de 1960 comienzan a producirse incidentes fronterizos. Entre 1960 y 1965, los chinos denunciaron 5.000 violaciones territoriales soviéticas. Los soviéticos, por su parte, denunciaron 5.000 violaciones chinas solamente durante el año 1962. En 1964, Mao Tse-tung explicó la teoría de la necesidad de una redistribución de territorios en razón de las relaciones entre superficie y habitantes en China y en la URSS. Jrushchov replicó comparándolo a Hitler en el sentido de que Mao empleaba las teorías de "espacio vital" del dictador nazi. En febrero de 1967, Radio Pekín acusó a los soviéticos de atacar a China en el Nordeste (territorio de la antigua Manchuria). La URSS anuncia que el problema en esa zona es el de las poblaciones autóctonas que rechazan la "Revolución Cultural" y piden ayuda a la URSS.

## Desarrollo del conflicto
El 2 de marzo de 1969 estalló el conflicto, en el que la URSS y China se acusaron simultáneamente de ser responsables: Ese día un grupo de tropas chinas tiene un choque con Tropas fronterizas soviéticas en la isla de Zhenbao. Los soviéticos sufren 59 muertos, incluido un Coronel, y más de 90 heridos, y los chinos 71 muertos. El 15 de marzo los soviéticos respondieron con el bombardeo de la concentración de tropas chinas en Zhenbao, y provocando que las tropas chinas hubieran de retirarse de la isla tras sufrir graves bajas. Los chinos no volverían a la isla hasta el mes de septiembre, cuando los guardias fronterizos soviéticos recibieron órdenes de no volver a disparar sobre ellos.
En el mes de agosto tuvieron lugar más incidentes fronterizos, esta vez a lo largo de la frontera sino-soviética en Xinjiang, con varias incursiones chinas en la RSS de Kazajistán. Al compás de estos conflictos, existía un serio temor por el comienzo de una Guerra nuclear entre China y la Unión Soviética, que precisamente se trataban de dos potencias nucleares. A comienzos de los años 60 los estadounidenses habían comprobado el interés soviético en caso de que los estadounidenses emprendieran una acción militar contra las instalaciones nucleares chinas: Ahora eran los soviéticos los que veían el interés norteamericano en caso de que fueran ellos mismos quienes las atacaran.
Antes de que la posibilidad de un conflicto mayor se hiciera realidad, Moscú y Pekín retomaron las negociaciones: El 11 de septiembre de 1969 el primer ministro soviético Alekséi Kosyguin se detuvo en el Aeropuerto de Pekín durante su viaje de vuelta después de haber asistido a los funerales del líder vietnamita Hồ Chí Minh, y allí mantuvo diversas conversaciones con su homólogo chino, Zhou Enlai. Los dos primeros ministros acordaron el retorno mutuo de embajadores y el comienzo de negociaciones fronterizas. No obstante, no se llegó a alcanzar una solución definitiva en torno a esta cuestión y ambas potencias continuaron con sus reclamaciones.
Tras el Acuerdo fronterizo sino-soviético de 1991 entre la República Popular China y la Unión Soviética la isla pasó a China.